# Force citoyenne
Force citoyenne (en roumain : Forța Civică) est un parti politique roumain, fondé en 2004. Lors des élections parlementaires de 2012, il obtient l'élection de trois députés et d'un sénateur.
Lors des élections européennes de 2014, la FC a remporté 2,60 % des suffrages exprimés et donc échoué à emporter des élus, un minimum de 5 % étant nécessaires pour cela.

## Histoire
En juillet 2014, le parti a été absorbé par le Parti démocrate-libéral, Ungureanu devant premier vice-président de ce parti.

## Dirigeants
- Adrian Iurașcu, (2007-2012)
- Mihai Răzvan Ungureanu (2012-2014)

## Résultats électoraux

### Élections parlementaires
| Année | Chambre des députés | Chambre des députés | Sénat  | Sénat   |
| Année | Voix                | Mandats             | Voix   | Mandats |
| ----- | ------------------- | ------------------- | ------ | ------- |
| 2012a | 16,5 %              | 3 / 412             | 16,7 % | 1 / 176 |

### Élections européennes
| Année | Voix  | Mandats | Tête de liste          |
| ----- | ----- | ------- | ---------------------- |
| 2009  | 0,4 % | 0 / 33  | Adrian Ștefan Iurascu  |
| 2014  | 2,6 % | 0 / 32  | Mihai Răzvan Ungureanu |

a  Membre de l'Alliance de la Roumanie droite. Sont présentés les suffrages obtenus par la coalition, mais le nombre de sièges obtenus par FC.